# Palicourea sopkinii
Palicourea sopkinii är en måreväxtart som beskrevs av Charlotte M. Taylor. Palicourea sopkinii ingår i släktet Palicourea och familjen måreväxter. Inga underarter finns listade i Catalogue of Life.